# Enrico Lando
Enrico Lando (Padova, 21 luglio 1966) è un regista e sceneggiatore italiano.

## Biografia
Cresciuto professionalmente a Londra, nel 2000 partecipa alla Mostra del Cinema di Venezia e di Los Angeles con il cortometraggio It's a goat's life!. L'anno seguente, sempre in Inghilterra, realizza il programma musicale New Music Tv come autore e regista. Lo show diviene il programma di riferimento per l'industria discografica inglese e verrà venduto in 48 paesi.
Tornato in Italia, inizia a lavorare come autore e regista per la televisione e realizza documentari. Da ricordare quattro documentari sull'archeologia egiziana e Chi ga vinto? con Marco Paolini, con il quale ha vinto il Premio Internazionale del Reportage e Documentario al Festival del Mediterraneo di Marsiglia del 2009.
Nel 2009 crea e dirige, per MTV, la fortunata serie televisiva I soliti idioti con Fabrizio Biggio e Francesco Mandelli. La serie lo porta, nel 2011, al suo debutto cinematografico con I soliti idioti - Il film.
Nel 2012 realizza la quarta edizione della serie e il secondo capitolo per il cinema I 2 soliti idioti. I due film incassano un totale di circa venti milioni di euro. Nel 2013 dirige il film Amici come noi. 
Nel 2016 esce nelle sale il lungometraggio Quel bravo ragazzo e realizza La storia dell'orso, un documentario surreale su un orso che nell'estate 2014 ha fatto strage di bovini ad Asiago. A marzo 2019 esce il suo film Scappo a casa, una commedia con Aldo Baglio (del trio Aldo, Giovanni e Giacomo) e Jecky Ido. Il film è distribuito da Medusa Film.
Nel 2021 fonda la casa di produzione Velvet Punk Media s.r.l. (oggi Padova Stories) con cui realizza spot pubblicitari e campagne di comunicazione per diverse aziende come Diadora (2022) e Dolci Preziosi (2023).
Nel 2023 è uscito su Sky Original UK il documentario “Decoding Turner” di cui Enrico ha curato la regia della parte italiana. Il documentario è ora distribuito internazionalmente.
Durante il 2022 e 2023, Enrico ha co-prodotto per Sky Italia la docu-serie “Il Fuorilegge, Veneto a Mano Armata”, diretto da Sebastiano Facco, la cui uscita sulla piattaforma è prevista nel 2024.
È consulente artistico e per la comunicazione per BOOTSTRAP - Boosting Societal Adaptation and Mental Health in a Rapidly Digitalising, Post-Pandemic Europe e per l'Addiction Science Lab.

## Filmografia

### Cinema
- I soliti idioti - Il film (2011)
- I 2 soliti idioti (2012)
- Amici come noi (2014)
- Quel bravo ragazzo (2016)
- Scappo a casa (2019)

### Documentari
- F.IMM.: a servicio da cagece (1998)
- Valley of the kings: the riddle of KV63 (2006)
- The lost tombs of Thebes (2006)
- Giza: The lost city of the pyramid builders (2007)
- Hidden treasures of the Cairo museum (2007)
- Spaesani (2007)
- Chi ga vinto? (2008)
- La storia dell'orso (2016)
- Il Salone del Gusto (2021), short
- Il Fuorilegge, Veneto a Mano Armata (2023), producer
- Decoding Turner (2023)

### Cortometraggi
- Due (1992)
- Road movie (1994)
- It's a goat's life! (2000)

### Serie web
- Zio Ueb, Zed Live! (2020)

## Televisione
- Whozzup, Italia 1 (2000-2001)
- New music television, ITV, UK (2001)
- Buono a Sapersi, RAI SAT EXTRA (2005)
- School in Action, MTV (2006 - 2007)
- Il gioco del rugby di Marco Paolini, LA7 (2008)
- I soliti idioti, MTV (2009-2012)